# Nglele
Nglele is een bestuurslaag in het regentschap Jombang van de provincie Oost-Java, Indonesië. Nglele telt 3163 inwoners (volkstelling 2010).